# Bassaniodes
Bassaniodes là một chi nhện trong họ Thomisidae.